# Vuelta a España 2008
63. ročník cyklistického závodu Vuelta a España se konal mezi 30. srpnem a 21. září 2008 ve Španělsku. Závod dlouhý 3133,8 km vyhrál Španěl Alberto Contador z týmu Astana. Na druhém a třetím místě se umístili Američan Levi Leipheimer (Astana) a Contadorův krajan Carlos Sastre (CSC–Saxo Bank).
Díky tomuto vítězství se Contador stal prvním Španělem a pátým cyklistou v historii, který vyhrál všechny tři Grand Tours ve své kariéře. Zároveň se ve věku 25 let stal nejmladším člověkem, jemuž se tento počin povedl a také se stal třetím vítězem Gira d'Italia a Vuelty v jedné sezóně. Zároveň s celkovým vítězstvím vyhrál Contador také kombinovanou soutěž. Greg Van Avermaet z týmu Silence–Lotto vyhrál bodovací soutěž a David Moncoutié z týmu Cofidis vyhrál vrchařskou soutěž. Tým Caisse d'Epargne vyhrál soutěž týmů.

## Týmy
Na Vueltu a España 2008 bylo pozváno celkem 19 týmů, z toho 16 UCI ProTour týmů a 3 UCI ProContinentální týmy. Každý tým přijel s 9 jezdci, na start se celkem postavilo 171 jezdců. Do cíle v Madridu dojelo 131 jezdců. Team Columbia se rozhodl nezúčastnil závodu a rozhodl se upřednostnit účast na závodech Kolem Irska, Kolem Británie a Kolem Missouri, zatímco tým Scott–American Beef byl vyloučen ze závodu kvůli dopingovým případům Riccarda Ricca a Leonarda Piepoliho na Tour de France 2008.
Týmy, které se zúčastnily závodu, byly:

### UCI ProTour týmy
- Ag2r–La Mondiale
- Astana
- Bouygues Télécom
- Caisse d'Epargne
- Cofidis
- Crédit Agricole
- Euskaltel–Euskadi
- Française des Jeux
- Gerolsteiner
- Lampre
- Liquigas
- Team Milram
- Quick-Step
- Rabobank
- CSC–Saxo Bank
- Silence–Lotto

### UCI ProContinentální týmy
- Andalucía–CajaSur
- Tinkoff Credit Systems
- Xacobeo–Galicia

## Trasa a etapy
Tento ročník Vuelty zahrnoval 3 časovky, 2 individuální a jednu týmovou. Šest etap bylo klasifikováno jako horské, zatímco dvě byly označeny za středně těžké. Deset etap bylo klasifikováno jako rovinaté, což znamenalo, že trasa byla převážně rovinatá, ale mohla zahrnovat jedno nebo dvě stoupání nižší kategorie.
| Etapa | Datum         | Trasa                                            | Vzdálenost            | Typ                   | Typ                   | Vítěz                    |                       |
| ----- | ------------- | ------------------------------------------------ | --------------------- | --------------------- | --------------------- | ------------------------ | --------------------- |
| 1     | 30. srpna     | Granada                                          | 7,7 km (5 mi)         |                       | Týmová časovka        | Liquigas                 |                       |
| 2     | 31. srpna     | Granada - Jaén                                   | 167,3 km (104 mi)     |                       | Rovinatá etapa        | Alejandro Valverde (ESP) |                       |
| 3     | 1. září       | Jaén - Córdoba                                   | 168,6 km (105 mi)     |                       | Rovinatá etapa        | Tom Boonen (BEL)         |                       |
| 4     | 2. září       | Córdoba - Puertollano                            | 170,3 km (106 mi)     |                       | Rovinatá etapa        | Daniele Bennati (ITA)    |                       |
| 5     | 3. září       | Ciudad Real                                      | 42,5 km (26 mi)       |                       | Individuální časovka  | Levi Leipheimer (USA)    |                       |
| 6     | 4. září       | Ciudad Real - Toledo                             | 150,1 km (93 mi)      |                       | Rovinatá etapa        | Paolo Bettini (ITA)      |                       |
|       | 5. září       | Den odpočinku                                    | Den odpočinku         | Den odpočinku         | Den odpočinku         | Den odpočinku            | Den odpočinku         |
| 7     | 6. září       | Barbastro - Naturlandia-La Rabassa (Andorra)     | 223,2 km (139 mi)     |                       | Horská etapa          | Alessandro Ballan (ITA)  |                       |
| 8     | 7. září       | Escaldes-Engordany (Andorra) - Plá de Beret      | 151 km (94 mi)        |                       | Horská etapa          | David Moncoutié (FRA)    |                       |
| 9     | 8. září       | Vielha e Mijaran - Sabiñánigo                    | 200,8 km (125 mi)     |                       | Středně těžká etapa   | Greg Van Avermaet (BEL)  |                       |
| 10    | 9. září       | Sabiñánigo - Zaragoza                            | 151,3 km (94 mi)      |                       | Rovinatá etapa        | Sébastien Hinault (FRA)  |                       |
| 11    | 10. září      | Calahorra - Burgos                               | 178 km (111 mi)       |                       | Rovinatá etapa        | Óscar Freire (ESP)       |                       |
| 12    | 11. září      | Burgos - Suances                                 | 186,4 km (116 mi)     |                       | Středně těžká etapa   | Paolo Bettini (ITA)      |                       |
|       | 12. září      | Den odpočinku                                    | Den odpočinku         | Den odpočinku         | Den odpočinku         | Den odpočinku            | Den odpočinku         |
| 13    | 13. září      | San Vicente de la Barquera - Alto de El Angliru  | 209,5 km (130 mi)     |                       | Horská etapa          | Alberto Contador (ESP)   |                       |
| 14    | 14. září      | Oviedo - Fuentes de Invierno                     | 158,4 km (98 mi)      |                       | Horská etapa          | Alberto Contador (ESP)   |                       |
| 15    | 15. září      | Cudillero - Ponferrada                           | 202 km (126 mi)       |                       | Horská etapa          | David García (ESP)       |                       |
| 16    | 16. září      | Ponferrada - Zamora                              | 186,3 km (116 mi)     |                       | Rovinatá etapa        | Tom Boonen (BEL)         |                       |
| 17    | 17. září      | Zamora - Valladolid                              | 148,2 km (92 mi)      |                       | Rovinatá etapa        | Wouter Weylandt (BEL)    |                       |
| 18    | 18. září      | Valladolid - Las Rozas                           | 167,4 km (104 mi)     |                       | Rovinatá etapa        | Imanol Erviti (ESP)      |                       |
| 19    | 19. září      | Las Rozas - Segovia                              | 145,5 km (90 mi)      |                       | Horská etapa          | David Arroyo (ESP)       |                       |
| 20    | 20. září      | La Granja de San Ildefonso - Alto de Navacerrada | 17,1 km (11 mi)       |                       | Individuální časovka  | Levi Leipheimer (USA)    |                       |
| 21    | 21. září      | San Sebastián de los Reyes - Madrid              | 102,2 km (64 mi)      |                       | Rovinatá etapa        | Matti Breschel (DEN)     |                       |
|       | Celková délka | Celková délka                                    | 3 133,8 km (1 947 mi) | 3 133,8 km (1 947 mi) | 3 133,8 km (1 947 mi) | 3 133,8 km (1 947 mi)    | 3 133,8 km (1 947 mi) |

## Shrnutí závodu

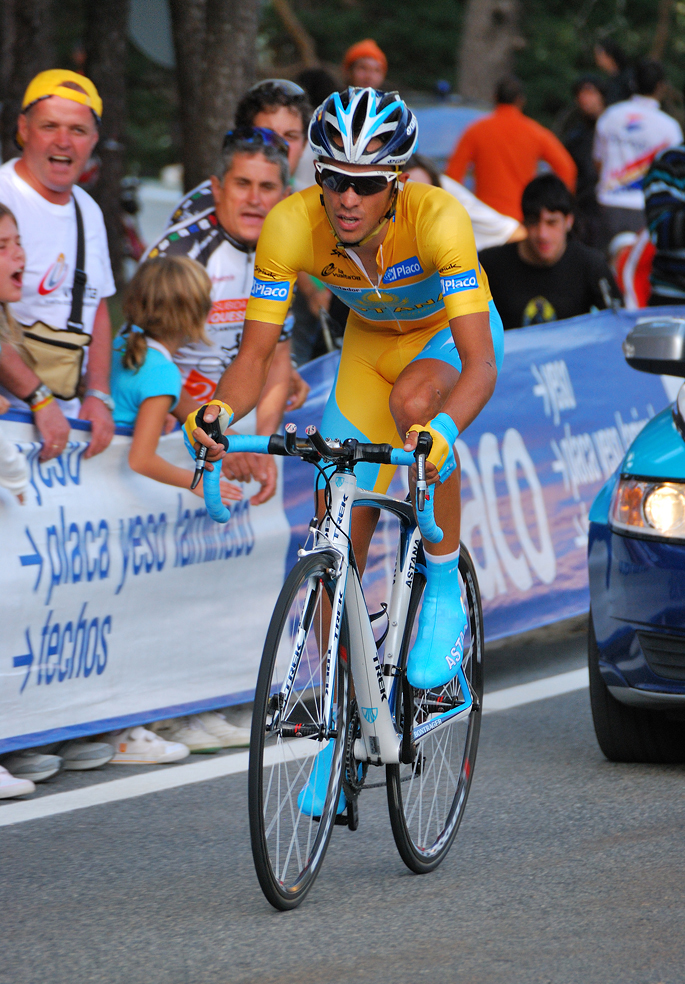
Alberto Contador v dresu lídra závodu během 20. etapy (individuální časovky).

Během prvních 9 etap si zlatý dres lídra obléklo celkem 8 jezdců, až po 9. etapě se lídrem stal Egoi Martínez z týmu Euskaltel–Euskadi. Trikot držel až do 13. etapy, jejíž finiš byl na vrcholu Alto de El Angliru. Novým lídrem se stal Alberto Contador, vítěz etapy. Contador vyhrál i následující etapu, díky čemuž získal ještě větší náskok na své konkurenty, až ve 20. etapě, individuální časovce, ztratil okolo 30 sekund na svého týmového kolegu Leviho Leipheimera, vítěze etapy. Contadorův náskok však stačil na to, aby se další den mohl stát celkovým vítězem závodu.

## Průběžné pořadí
Na Vueltě a España 2008 byly nošeny 4 různé dresy. Lídr celkového pořadí, které bylo kalkulováno sčítáním časů dojezdů v etapách jednotlivých jezdců, nosil zlatý dres. Tato soutěž je na Vueltě a España považována za nejdůležitější a její vítěz je považován za celkového vítěze závodu.
Druhou klasifikací byla bodovací soutěž, jejíž lídr nosil modrý dres. Body do bodovací soutěže bylo možné získat za dojezd v top patnáctce etapy. Vítěz získal 25 bodů, druhý 20, třetí 16, čtvrtý 14, pátý 12, šestý 10 a za další pozice získávali jezdci vždy o jeden bod méně, až po 15. jezdce, který získal 1 bod. Body do této soutěže bylo též možné získat na sprinterských prémiích.
Třetí klasifikací byla vrchařská soutěž, jejíž lídr nosil tmavě červený dres. V této klasifikaci byly body udíleny za dosažení vrcholu před ostatními závodníky. Každé hodnocené stoupání bylo klasifikováno jako první, druhé, třetí nebo čtvrté kategorie. Na prémiích vyšší kategorie bylo možné získat více bodů. Existovaly také dvě "speciální prémie" (podobně jako Hors Categorie na Tour de France), a to etapové dojezdy v Andoře a na Alto de El Angliru. "Speciální prémie" udělovaly 30 bodů prvnímu jezdci a následně 25, 20, 16, 12, 10, 8, 6, 4, 3, 2 a 1 bod dalším závodníkům. Vrcholy první kategorie udělovaly 16 bodů prvnímu jezdci a dalším závodníkům 12, 10, 8, 6, 4, 3, 2 a 1 bod, vrcholy druhé kategorie udělovaly 10, 7, 5, 3, 2 a 1 bod a vrcholy třetí kategorie udělovaly 6, 4, 2 a 1 bod.
Poslední individuální klasifikací byla kombinovaná soutěž. Ta byla kalkulována sčítáním pořadí jednotlivých cyklistů v celkovém pořadí, bodovací a vrchařské soutěži. Jezdec s nejnižším výsledným pořadím vedl kombinovanou soutěž. Lídr této soutěže nosil bílý dres.
Existovala zde také soutěž týmů. V této soutěži se přidávaly časy tří nejlepších jezdců v etapě jednotlivých týmů a tým s nejnižším výsledným časem vedl tuto klasifikaci.
| Etapa          | Vítěz              | Celkové pořadí     | Bodovací soutěž    | Vrchařská soutěž  | Kombinovaná soutěž | Soutěž týmů      |
| -------------- | ------------------ | ------------------ | ------------------ | ----------------- | ------------------ | ---------------- |
| 1              | Liquigas           | Filippo Pozzato    | neuděleno          | neuděleno         | neuděleno          | Liquigas         |
| 2              | Alejandro Valverde | Alejandro Valverde | Alejandro Valverde | Jesús Rosendo     | Egoi Martínez      | Caisse d'Epargne |
| 3              | Tom Boonen         | Daniele Bennati    | Alejandro Valverde | Jesús Rosendo     | Egoi Martínez      | Caisse d'Epargne |
| 4              | Daniele Bennati    | Daniele Bennati    | Daniele Bennati    | Jesús Rosendo     | Paolo Bettini      | Quick-Step       |
| 5              | Levi Leipheimer    | Levi Leipheimer    | Daniele Bennati    | Jesús Rosendo     | Egoi Martínez      | Astana           |
| 6              | Paolo Bettini      | Sylvain Chavanel   | Daniele Bennati    | Jesús Rosendo     | Paolo Bettini      | Astana           |
| 7              | Alessandro Ballan  | Alessandro Ballan  | Daniele Bennati    | Alessandro Ballan | Alessandro Ballan  | Astana           |
| 8              | David Moncoutié    | Levi Leipheimer    | Alejandro Valverde | Alessandro Ballan | Alberto Contador   | Astana           |
| 9              | Greg Van Avermaet  | Egoi Martínez      | Alejandro Valverde | David Moncoutié   | Alberto Contador   | Caisse d'Epargne |
| 10             | Sébastien Hinault  | Egoi Martínez      | Greg Van Avermaet  | David Moncoutié   | Alberto Contador   | Caisse d'Epargne |
| 11             | Óscar Freire       | Egoi Martínez      | Greg Van Avermaet  | David Moncoutié   | Alberto Contador   | Caisse d'Epargne |
| 12             | Paolo Bettini      | Egoi Martínez      | Greg Van Avermaet  | David Moncoutié   | Alberto Contador   | Astana           |
| 13             | Alberto Contador   | Alberto Contador   | Greg Van Avermaet  | David Moncoutié   | Alberto Contador   | Caisse d'Epargne |
| 14             | Alberto Contador   | Alberto Contador   | Alberto Contador   | David Moncoutié   | Alberto Contador   | Caisse d'Epargne |
| 15             | David García       | Alberto Contador   | Alberto Contador   | David Moncoutié   | Alberto Contador   | Caisse d'Epargne |
| 16             | Tom Boonen         | Alberto Contador   | Alberto Contador   | David Moncoutié   | Alberto Contador   | Caisse d'Epargne |
| 17             | Wouter Weylandt    | Alberto Contador   | Greg Van Avermaet  | David Moncoutié   | Alberto Contador   | Caisse d'Epargne |
| 18             | Imanol Erviti      | Alberto Contador   | Greg Van Avermaet  | David Moncoutié   | Alberto Contador   | Caisse d'Epargne |
| 19             | David Arroyo       | Alberto Contador   | Greg Van Avermaet  | David Moncoutié   | Alberto Contador   | Caisse d'Epargne |
| 20             | Levi Leipheimer    | Alberto Contador   | Greg Van Avermaet  | David Moncoutié   | Alberto Contador   | Caisse d'Epargne |
| 21             | Matti Breschel     | Alberto Contador   | Greg Van Avermaet  | David Moncoutié   | Alberto Contador   | Caisse d'Epargne |
| Konečné pořadí | Konečné pořadí     | Alberto Contador   | Greg Van Avermaet  | David Moncoutié   | Alberto Contador   | Caisse d'Epargne |

## Konečné pořadí
| Legenda | Legenda                           | Legenda | Legenda                              |
| ------- | --------------------------------- | ------- | ------------------------------------ |
|         | Označuje vítěze celkového pořadí. |         | Označuje vítěze vrchařské soutěže.   |
|         | Označuje vítěze bodovací soutěže. |         | Označuje vítěze kombinované soutěže. |

### Celkové pořadí
| Pořadí | Jezdec                   | Tým               | Čas         |
| ------ | ------------------------ | ----------------- | ----------- |
| 1      | Alberto Contador (ESP)   | Astana            | 80h 40' 08" |
| 2      | Levi Leipheimer (USA)    | Astana            | + 46"       |
| 3      | Carlos Sastre (ESP)      | CSC–Saxo Bank     | + 4' 12"    |
| 4      | Ezequiel Mosquera (ESP)  | Xacobeo–Galicia   | + 5' 19"    |
| 5      | Alejandro Valverde (ESP) | Caisse d'Epargne  | + 6' 00"    |
| 6      | Joaquim Rodríguez (ESP)  | Caisse d'Epargne  | + 6' 50"    |
| 7      | Robert Gesink (NED)      | Rabobank          | + 6' 55"    |
| 8      | David Moncoutié (FRA)    | Cofidis           | + 10' 10"   |
| 9      | Egoi Martínez (ESP)      | Euskaltel–Euskadi | + 10' 57"   |
| 10     | Marzio Bruseghin (ITA)   | Lampre            | + 11' 56"   |

### Bodovací soutěž
| Pořadí | Jezdec                   | Tým               | Body |
| ------ | ------------------------ | ----------------- | ---- |
| 1      | Greg Van Avermaet (BEL)  | Silence–Lotto     | 158  |
| 2      | Alberto Contador (ESP)   | Astana            | 137  |
| 3      | Alejandro Valverde (ESP) | Caisse d'Epargne  | 129  |
| 4      | Levi Leipheimer (USA)    | Astana            | 116  |
| 5      | Koldo Fernández (ESP)    | Euskaltel–Euskadi | 88   |
| 6      | Matti Breschel (DEN)     | CSC–Saxo Bank     | 69   |
| 7      | Joaquim Rodríguez (ESP)  | Caisse d'Epargne  | 69   |
| 8      | Sébastien Hinault (FRA)  | Crédit Agricole   | 68   |
| 9      | Ezequiel Mosquera (ESP)  | Xacobeo–Galicia   | 67   |
| 10     | David Moncoutié (FRA)    | Cofidis           | 65   |

### Vrchařská soutěž
| Pořadí | Jezdec                   | Tým               | Body |
| ------ | ------------------------ | ----------------- | ---- |
| 1      | David Moncoutié (FRA)    | Cofidis           | 149  |
| 2      | Christophe Kern (FRA)    | Crédit Agricole   | 106  |
| 3      | Alberto Contador (ESP)   | Astana            | 99   |
| 4      | Juan Manuel Gárate (ESP) | Quick-Step        | 89   |
| 5      | Levi Leipheimer (USA)    | Astana            | 65   |
| 6      | Ezequiel Mosquera (ESP)  | Xacobeo–Galicia   | 56   |
| 7      | Joaquim Rodríguez (ESP)  | Caisse d'Epargne  | 51   |
| 8      | Alejandro Valverde (ESP) | Caisse d'Epargne  | 48   |
| 9      | Iñigo Landaluze (ESP)    | Euskaltel–Euskadi | 46   |
| 10     | Maarten Tjallingii (NED) | Silence–Lotto     | 43   |

### Kombinovaná soutěž
| Pořadí | Jezdec                   | Tým              | Body |
| ------ | ------------------------ | ---------------- | ---- |
| 1      | Alberto Contador (ESP)   | Astana           | 6    |
| 2      | Levi Leipheimer (USA)    | Astana           | 11   |
| 3      | Alejandro Valverde (ESP) | Caisse d'Epargne | 16   |
| 4      | Ezequiel Mosquera (ESP)  | Xacobeo–Galicia  | 19   |
| 5      | David Moncoutié (FRA)    | Cofidis          | 19   |
| 6      | Joaquim Rodríguez (ESP)  | Caisse d'Epargne | 20   |
| 7      | Carlos Sastre (ESP)      | CSC–Saxo Bank    | 26   |
| 8      | Robert Gesink (NED)      | Rabobank         | 41   |
| 9      | David Arroyo (ESP)       | Caisse d'Epargne | 50   |
| 10     | Juan Manuel Gárate (ESP) | Quick-Step       | 58   |

### Soutěž týmů
| Pořadí | Tým               | Čas          |
| ------ | ----------------- | ------------ |
| 1      | Caisse d'Epargne  | 241h 20' 38" |
| 2      | Euskaltel–Euskadi | + 39' 22"    |
| 3      | CSC–Saxo Bank     | + 39' 35"    |
| 4      | Astana            | + 42' 01"    |
| 5      | Xacobeo–Galicia   | + 51' 31"    |
| 6      | Lampre            | + 1h 14' 51" |
| 7      | Rabobank          | + 1h 17' 22" |
| 8      | Ag2r–La Mondiale  | + 1h 27' 42" |
| 9      | Crédit Agricole   | + 1h 28' 56" |
| 10     | Silence–Lotto     | + 1h 42' 42" |